# Tehr
Tehr, auch das Theer oder Teer, war ein deutsches Volumenmaß für Torf in Hamburg. In anderen Torfabbaugebieten wurde nach Körben, Hund, Stapel, Stiegen, Riegeln oder Stuken und Soden gerechnet und auf ein Tagewerk geschlossen. So entsprach in Bremen beispielsweise ein Hund mit 100 Körben 2,5 bis 3 Tagewerke und war nach Volumen etwa 560 Kubikfuß groß.
In einer Verordnung vom 14. Oktober 1834, ab 1. November 1834 verbindlich, musste ein Tehr/Theer aus mindestens 50 Körben bestehen. Korbmaße waren: am oberen Rand zwei Fuß, mittig ein Fuß plus acht Zoll, am Boden ein Fuß und vier Zoll. Die Korbhöhe betrug ein Fuß und acht Zoll.
Die Größenfestlegung erfolgte erneut als Bekanntmachung des Senates der Freien und Hansestadt Hamburg vom 2. April 1869.
- 1 Tehr = 120 Kubikfuß (hamb.)[3]= 82,39 Pariser Kubikfuß = 28,541 Hektoliter (nach[4] 28,241 Hektoliter)